# Pilar Molina Beneyto
Pilar Molina Beneyto (Bocairente, abril de 1949 - Valencia, febrero de 2008) fue una directora de documentales, escritora, historiadora y fotógrafa valenciana.

## Biografía
Nació en Bocairente y asistió a la escuela pública hasta los catorce años, ya que debió abandonar su formación para ponerse a trabajar para ayudar en el sostenimiento de su familia. En su localidad se implicó en asociaciones culturales, pero pronto se planteó la emigración. Marchó primero a Madrid, y posteriormente a Francia e Inglaterra, lo que le permitió aprender idiomas y hacer varios cursos de secretariado. Al retornar a España, trabajó como intérprete en Bocairente primero y Valencia después. En estos años empezó su militancia política y se afilió a la Confederación Nacional del Trabajo; comenzó a frecuentar los grupos de mujeres y a participar en las diversas campañas feministas sobre el aborto, el divorcio o la prensa feminista, entre otras. Con la división del anarcosindicalismo, se decantó por la Confederación General del Trabajo (CGT) y pronto empezó a trabajar en el centro de estudios libertarios Fundación Salvador Seguí, en la sede de Valencia. Mucho antes de tomar fuerza en la década de 2000 el movimiento en favor de la recuperación de la memoria histórica en España, Pilar ya había grabado –primero en sonido y más tarde en película– a gran parte de militantes veteranos valencianos de la CNT y empezado a hacer visible públicamente el esfuerzo de republicanos en los campos cultural y artístico.
Venció un cáncer y sufrió varias operaciones en las muñecas dañadas por su trabajo como mecanógrafa.[cita requerida] Como historiadora, redactó numerosas biografías de mujeres anónimas que publicó en la prensa anarcosindicalista como Al Margen bajo el título, El Noi, Noticia Confederal o Rojo y Negro. Fue una activa participante de Radio Klara en sus emisiones sobre mujeres, en Mujeres Libres de Valencia y prologó los libros de algunas de sus conocidas.
Organizó, no sólo muchos de los actos de la Fundación Salvador Seguí, como la codirección y realización del documental Manuel Monleón, un grito pegado en la pared  —sobre la vida del cartelista de vanguardia Manuel Monleón Burgos—, sino también charlas feministas en Valencia. Se implicó, a partir del año 2000, en los debates sobre la «memoria histórica»; así, participó en el congreso «L'exili cultural de 1939. Seixanta anys desprès» en la Universidad de Valencia en el mismo año, y coordinó actos del 2001 bajo el título genérico «República. 70 anys desprès. 1931-2001» en los que también fue una de las editoras del libro Cultura republicana. 70 años después. Colaboró en el homenaje a Lucce Fabri en 2004, en reuniones de la Federation Internationale des Centres d'Études et de Documentation Libertaires, participó en las Jornadas Feministas de Valencia (2006) y Córdoba, en numerosas reivindicaciones sociales reflejando actitudes de denuncia ciudadana como en el documental SOS Papa —crítico coincidiendo con la visita de Benedicto XVI a España— o los diferentes Salvem —sobre la urbanización en el El Cañaveral o en El Cabanyal-El Canyamelar, entre otros—, y colaboró en las jornadas sobre las guerrillas y el maquis en Santa Cruz de Moya (Cuenca), Jerte (Extremadura) y Cataluña. Financió con sus propios fondos los viajes por España y Francia, anteponiendo la investigación histórica a los beneficios económicos, colaborando desinteresadamente en numerosos actos y filmaciones, dejando un importante legado documental.